# San Nicolás de los Garza
San Nicolás de los Garza är en stad i nordöstra Mexiko och är belägen i delstaten Nuevo León. Staden ingår i Monterreys storstadsområde och har 474 951 invånare (2007) på en yta av 59 km².
San Nicolás de los Garza grundades 5 februari 1597 under namnet Estancia de Pedro de la Garza. 